# Tournoi de tennis de Vicence
L'Internazionali di tennis Città di Vicenza est un tournoi international de tennis masculin du circuit professionnel Challenger. Il a lieu tous les ans au mois de mai à Vicence, en Italie. Il a été créé en 2014 et se joue sur terre battue en extérieur.

## Palmarès messieurs

### Simple
| Année | Vainqueur            | Finaliste      | Score          |
| ----- | -------------------- | -------------- | -------------- |
| 2014  | Filip Krajinović     | Norbert Gombos | 6-4, 6-4       |
| 2015  | Íñigo Cervantes      | John Millman   | 6-4, 6-2       |
| 2016  | Guido Andreozzi      | Pere Riba      | 6-0, ab.       |
| 2017  | Márton Fucsovics     | Laslo Djere    | 4-6, 7-67, 6-2 |
| 2018  | Hugo Dellien         | Matteo Donati  | 6-4, 5-7, 6-4  |
| 2019  | Alessandro Giannessi | Filippo Baldi  | 7-5, 6-2       |

### Double
| Année | Vainqueurs                         | Finalistes                              | Score     |
| ----- | ---------------------------------- | --------------------------------------- | --------- |
| 2014  | Andrej Martin Igor Zelenay         | Mateusz Kowalczyk Błażej Koniusz        | 6-1, 7-5  |
| 2015  | Facundo Bagnis Guido Pella         | Salvatore Caruso Federico Gaio          | 6-2, 6-4  |
| 2016  | Andrey Golubev Nikola Mektić       | Gastão Elias Fabrício Neis              | 6-3, 6-3  |
| 2017  | Gero Kretschmer Alexander Satschko | Sekou Bangoura Tristan-Samuel Weissborn | 6-4, 7-64 |
| 2018  | Ariel Behar Enrique López Pérez    | Facundo Bagnis Fabrício Neis            | 6-2, 6-4  |
| 2019  | Gonçalo Oliveira Andrei Vasilevski | Fabrício Neis Fernando Romboli          | 6-3, 6-4  |